# SS Torrington
SS Torrington fue un barco de vapor británico construido en 1905. Se desempeñó como minero para Tatem Steam Navigation Company. Durante la Primera Guerra Mundial regresaba de entregar carbón a Italia cuando fue atacado por el submarino alemán U-55. Gran parte de su tripulación fue llevada a la cubierta del submarino, pero se ahogó cuando el capitán alemán Wilhelm Werner ordenó que el submarino se sumergiera. El gobierno británico solicitó un enjuiciamiento por crímenes de guerra contra Werner después de la guerra, pero huyó a Brasil.

## Construcción
Torrington fue construido en 1905 por William Doxford & Sons of Sunderland. Tenía un tonelaje nominal bruto de 5597 y era operada por Tatem Steam Navigation Company.

## Hundimiento
Durante la Primera Guerra Mundial, el Torrington sirvió para entregar carbón desde Gales a los Ferrocarriles Estatales Italianos. El 8 de abril de 1917 regresaba de Savona, Italia, a Barry, Vale of Glamorgan, para recoger otro cargamento. Alrededor de las 11:30 am, en una posición alrededor de 240 km al suroeste de las Islas Sorlingas, su vigía divisó botes salvavidas en la distancia. El capitán Anthony Starkey alteró su rumbo para prestar asistencia a los barcos, que contenían supervivientes del SS Umvoti, hundidos sin previo aviso por el submarino alemán U-55. Starkey vio un torpedo que se dirigía a su nave e intentó maniobrar sin éxito para evitarlo. El torpedo, lanzado por el U-55, impactó en la bodega núm. 3 justo en frente del puente; esa bodega y la bodega adyacente no. 2 se inundaron rápidamente. Torrington se inclinó pesadamente por la proa, levantó su hélice fuera del agua y detuvo el barco.
El U-55 salió a la superficie por estribor del Torrington. En este punto, Torrington todavía estaba en condiciones de navegar pero, incapaz de devolver el fuego con su arma defensiva montada en la cubierta porque la línea de visión estaba bloqueada por la superestructura, Starkey se rindió, bajó su insignia y ordenó a su tripulación que abandonara el barco. Starkey tomó el mando de veinte hombres en el bote salvavidas de estribor mientras que los 15 hombres restantes estaban con su compañero en el bote salvavidas de babor. Habiendo recorrido unos 400 m del Torrington, el U-55 disparó un proyectil desde su cañón de cubierta que explotó sobre el bote salvavidas de Starkey. Movió el bote hacia el submarino y se ordenó a los que estaban a bordo que subieran a su cubierta. Starkey fue llevado al submarino para ser interrogado por su comandante Wilhelm Werner. Werner acusó a Starkey de mentir al afirmar que él era el capitán ya que la copia de Werner de Lloyd's Register nombraba a un hombre diferente; Starkey solo había sido designado cuatro meses antes y el Register estaba desactualizado. Werner le preguntó a Starkey sobre la tripulación del arma defensiva, Starkey indicó que estaban entre los 20 hombres en su bote salvavidas. Cuando se les preguntó por qué no llevaban uniforme, Starkey indicó que no habían tenido tiempo de cambiarse antes de hundirse.
Werner le dijo a Starkey que era «un maldito pirata» y que merecía «que le dispararan, y en cuanto a los demás, déjenlos nadar». Starkey asumió que esta última era una expresión alemana y asumió que a sus hombres se les había permitido volver a abordar su bote y continuar en el mar. Sin embargo, el submarino se sumergió con los hombres aún en la cubierta y todos se ahogaron. El destino del barco del puerto no está claro, pero se cree que Werner también lo hundió. Starkey permaneció a bordo del U-55 durante el resto de su crucero y fue llevado como prisionero a Alemania. Durante el viaje, un marinero alemán le preguntó si creía que su tripulación había sobrevivido. Starkey dijo que pensó que lo harían ya que el clima no era malo. Luego, el marinero le dijo a Starkey que sabía que toda su tripulación había muerto, pero que no podía decirle más frente a los otros alemanes. Otro marinero le dijo a Starkey que el evento «no fue una guerra, fue un asesinato». Mientras estaba a bordo, Starkey notó más tarde que había visto hundirse otros dos barcos británicos y asesinar a sus tripulaciones. El U-55 llegó a Alemania el 23 de abril tras un crucero en el que hundió 10 buques, por un total de 29 568 toneladas, y fue responsable de la muerte de 100 tripulantes. Starkey estuvo recluido en un campo de prisioneros de guerra y pensó que solo se le había permitido vivir porque Werner no sospechaba que sabía la verdad sobre los asesinatos.

## Eventos posteriores
Más tarde en la guerra, Werner y el U-55 hundieron el barco hospital británico Rewa y dispararon contra el barco hospital Guildford Castle con un torpedo que no explotó. El 31 de julio de 1917 asesinó a la tripulación del SS Belgian Prince de manera similar a la de la tripulación del Torrington, aunque tres hombres sobrevivieron como testigos.
Después de la guerra, se propuso juzgar a Werner en los juicios por crímenes de guerra de Leipzig por el asesinato de la tripulación del Torrington, pero no pudo ser localizado. Werner había huido a Brasil; regresó a Alemania en 1924, pero un tribunal alemán retiró los cargos en su contra en 1926. Más tarde se unió al Partido Nazi y sirvió en las SS, alcanzando el rango de general en el estado mayor personal de Heinrich Himmler. Murió en mayo de 1945, poco después del final de la Segunda Guerra Mundial.